# Пётр I (король Кипра)
Пётр I Кипрский или Пьер I де Лузиньян (9 октября 1328, Никосия − 17 января 1369, Никосия) — король Иерусалима и Кипра с 24 ноября 1358 по 17 января 1369 года, титулярный граф Триполи до 1346 года. Один из представителей, происходящей из Пуату (Франция) династии де Лузиньянов, правящей после Крестовых походов на Кипре и в других христианских государствах ближнего Востока, второй сын короля Гуго IV и старший сын его второй супруги Алисы д’Ибелин (умерла после 6 августа 1386 года), дочери Ги де Ибелина, сеньора Никосии.
Старший, единокровный брат Пьера, Ги де Лузиньян, скончался раньше отца, поэтому Пьер был естественным законным наследником Гуго IV. В 1347 году основал рыцарский орден Меча.
Как король Кипра Пьер де Лузиньян впервые был коронован своим отцом в соборе Святой Софии в Никосии 24 ноября 1358 года, как король Иерусалима — в соборе Святого Николая в Фамагусте 5 апреля 1360 года. Согласно хронике Леонтия Махеры, после смерти короля Гуго IV Пьер был повторно коронован королём Кипра 24 ноября 1359 года в соборе Святой Софии епископом Лимасола Ги Ибелином
В 1365 году предпринял крестовый поход на Александрию, закончившийся захватом и разграблением города.
Убит в своей кровати во дворце La Cava в Никосии 17 января 1369 года двумя сеньорами, которых он оскорбил, и погребен в церкви Св. Доминика в Никосии.

## Семья
Пётр I был женат дважды:
- в скором времени после 28 июня 1342 года на Эшиве де Монфор (ум. до 1350 года);
- в 1353 году на Элеоноре Арагонской (1333 — 26 декабря 1416 года)

От второго брака имел сына и двух дочерей:
- - Пьер (Петр II) (ок. 1357 — 13 октября 1382 года, Никосия), наследник отца, король Кипра и Иерусалима (17 января 1369—1382 годы), номинальный граф Триполи, (примерно с 1357 года) женат в 1378 году на Валентине Висконти (1360—1362 — около 1393 года)
  - Маргарита или Мария де Лузиньян, (ок. 1360 — ок. 1397); в 1385 году вышла замуж за Жака де Лузиньяна (+1395/7), титулярного графа Триполи, сына Жана де Лузиньяна и Алисы де Ибелин
  - Эшива де Лузиньян, умерла в молодости до 1369.

## Галерея

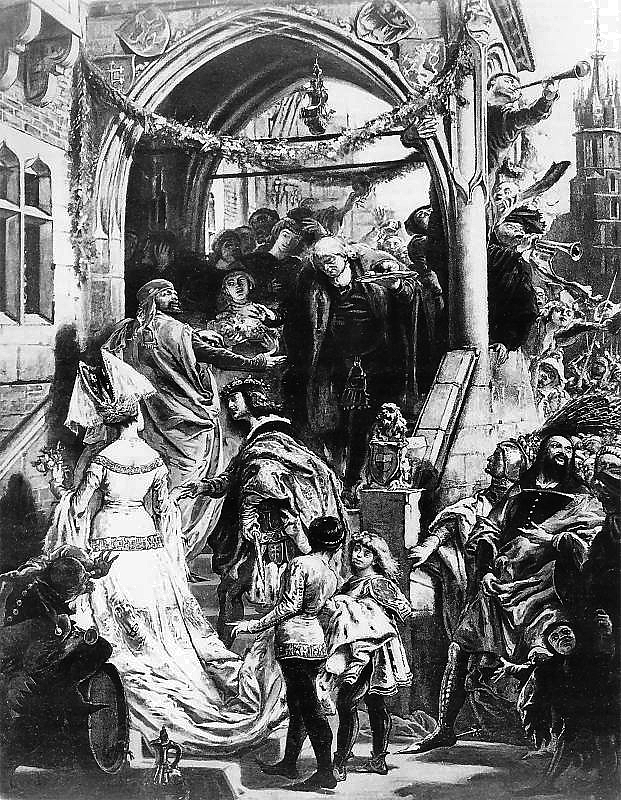
Праздник у Вержинека. Картина Яна Матейко
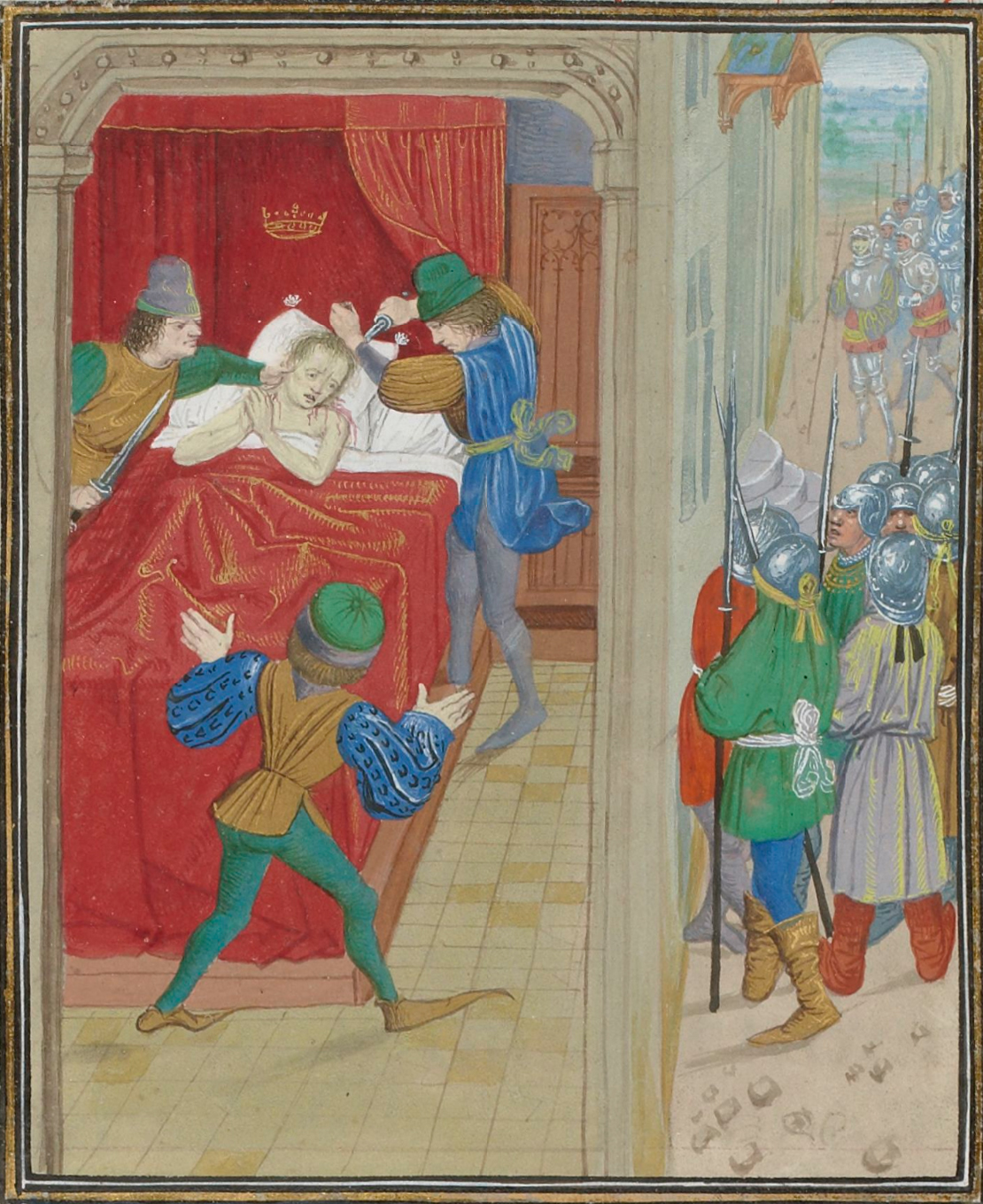
Убийство Петра I